# Општина Драгодана (Дамбовица)
Драгодана (рум. Dragodana) општина је у Румунији у округу Дамбовица.
Oпштина се налази на надморској висини од 215 m.